# Hans Moravec
Hans Peter Moravec (Kautzen, 30 novembre 1948) è un informatico e ricercatore canadese.
È conosciuto per il suo lavoro in robotica, intelligenza artificiale e i suoi testi sull'impatto della tecnologia. Moravec è anche un futurologo, con molte delle sue pubblicazioni e predizioni incentrate sul transumanesimo. Moravec è ateo.

## Biografia
Moravec frequentò il Loyola College a Montreal per due anni, poi si trasferì all'Università di Acadia, dove ottenne il BSc in matematica nel 1969. Ottenne il MSc in informatica nel 1971 alla University of Western Ontario. In seguito ha ottenuto un PhD a Stanford nel 1980 per un robot con TV integrato, controllabile da remoto con un computer. Il robot poteva gestire corse a ostacoli. Un altro risultato in robotica fu la scoperta di nuovi approcci alla rappresentazione spaziale di un robot, ad esempio griglie 3D di occupazione. Sviluppò inoltre l'idea dei bush robot. 
Nel 2003 a Pittsburgh in Pennsylvania Moravec ha cofondato Seegrid Corporation, azienda di robotica con lo scopo di sviluppare un robot completamente autonomo in grado di muoversi nell'ambiente senza intervento umano. Moravec è anche conosciuto per il suo lavoro sui tether spaziali e per il paradosso che porta il suo nome.

## Opere
Nel suo libro Mind Children (1988), Moravec spiega la legge di Moore e predizioni sul futuro della vita artificiale. A tal proposito Moravec delinea una linea temporale e uno scenario nel quale i robot si evolveranno in una nuova serie di specie artificiali, a partire dagli anni 2030-2040.
In Robot: Mere Machine to Transcendent Mind, pubblicato nel 1998, Moravec considera ulteriormente le implicazioni di una intelligenza robotica in evoluzione, generalizzando la legge di Moore a tecnologie precedenti ai circuiti integrati, e estrapolandola per predire un imminente "fuoco mentale" di una superintelligenza in rapida espansione. 
Sir Arthur C. Clarke scrisse riguardo a questo libro: "Robot is the most awesome work of controlled imagination I have ever encountered: Hans Moravec stretched my mind until it hit the stops." ("Robot è l'opera più incredibile di immaginazione controllata in cui mi sia imbattuto. Hans Moravec mi ha aperto la mente fino alla conclusione.")
Anche David Brin ha elogiato il libro: "Moravec blends hard scientific practicality with a prophet's far-seeing vision." ("Moravec miscela rigorosa praticità scientifica alla visione lungimirante di un profeta.")
D'altra parte, il libro venne recensito meno positivamente da Colin McGinn per il New York Times. McGinn scrisse, "Moravec […] writes bizarre, confused, incomprehensible things about consciousness as an abstraction, like number, and as a mere "interpretation" of brain activity. He also loses his grip on the distinction between virtual and real reality as his speculations spiral majestically into incoherence." ("Moravec [...] scrive in modo bizzarro, confuso, incomprensibile della coscienza come una cosa astratta, come un numero e come una mera 'interpretazione' di attività cerebrale. Perde anche il controllo sulla distinzione tra realtà reale e virtuale mentre le sue speculazioni girano maestosamente verso l'incoerenza.")